# Cyphellaceae
Cyphellaceae são uma família de fungos da ordem Agaricales. Esta família contém 16 gêneros e 31 espécies.

## Gêneros
- Asterocyphella
- Campanophyllum
- Catilla
- Cheimonophyllum
- Chondrostereum
- Cunninghammyces
- Cyphella
- Gloeocorticium
- Gloeostereum
- Granulobasidium
- Hyphoradulum
- Incrustocalyptella
- Phaeoporotheleum
- Seticyphella
- Sphaerobasidioscypha
- Thujacorticium